# Francisco Tavares de Almeida Proença, Jr.

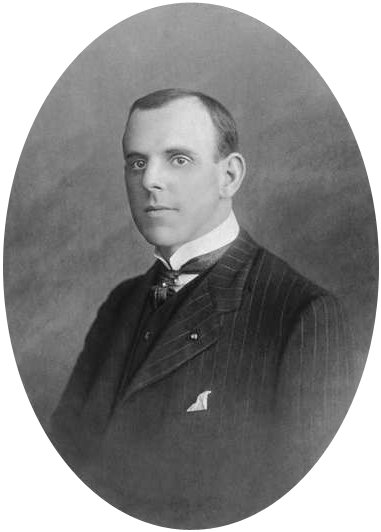
Francisco Tavares de Almeida Proença, Jr. em 1914.

Francisco Tavares de Almeida Proença, Jr. (1853 - 1932) foi um político português.

## Família
Filho de Francisco Tavares de Almeida Proença e de sua mulher Maria da Piedade Fevereiro.

## Biografia
Foi Par do Reino por Carta Régia de D. Carlos I de Portugal de 4 de Abril de 1905, tendo participado em Comissões em uma ocasião em 1905, em uma ocasião em 1906, em duas ocasiões em 1908 e em uma ocasião em 1909, e não teve intervenções.